# Ґуннар Нільссон
Нільс Ґуннар Лоренц Нільссон (швед. Nils Gunnar Lorentz Nilsson; нар. 3 березня 1923, Ґревіє, Бостад, Сконе, Швеція — пом. 12 травня 2005, Гетеборг, Гетеборг, Вестра-Йоталанд, Швеція) — шведський боксер-важковаговик, срібний призер Олімпійських ігор (1948).

## Життєпис
Народився 3 березня 1923 року в сільському поселенні Ґревіє, комуна Бостад, лен Сконе, Швеція.
Брав участь в XIV Літніх Олімпійських іграх 1948 року у Лондоні (Велика Британія). У змаганнях важковаговиків почергово переміг Мохамеда Абаді (Іран), Адама Фаула (Канада) і Ганса Мюллера (Швейцарія). У фінальному двобої поступився аргентинцеві Рафаелю Іглесіасу.
Після закінчення Олімпійських ігор продовжив боксерську кар'єру у професійному боксі. Провів 18 поєдинків, у 12 з яких одержав перемогу. 